# Histadrut ha-Noʿar ha-ʿOved we-ha-Lomed

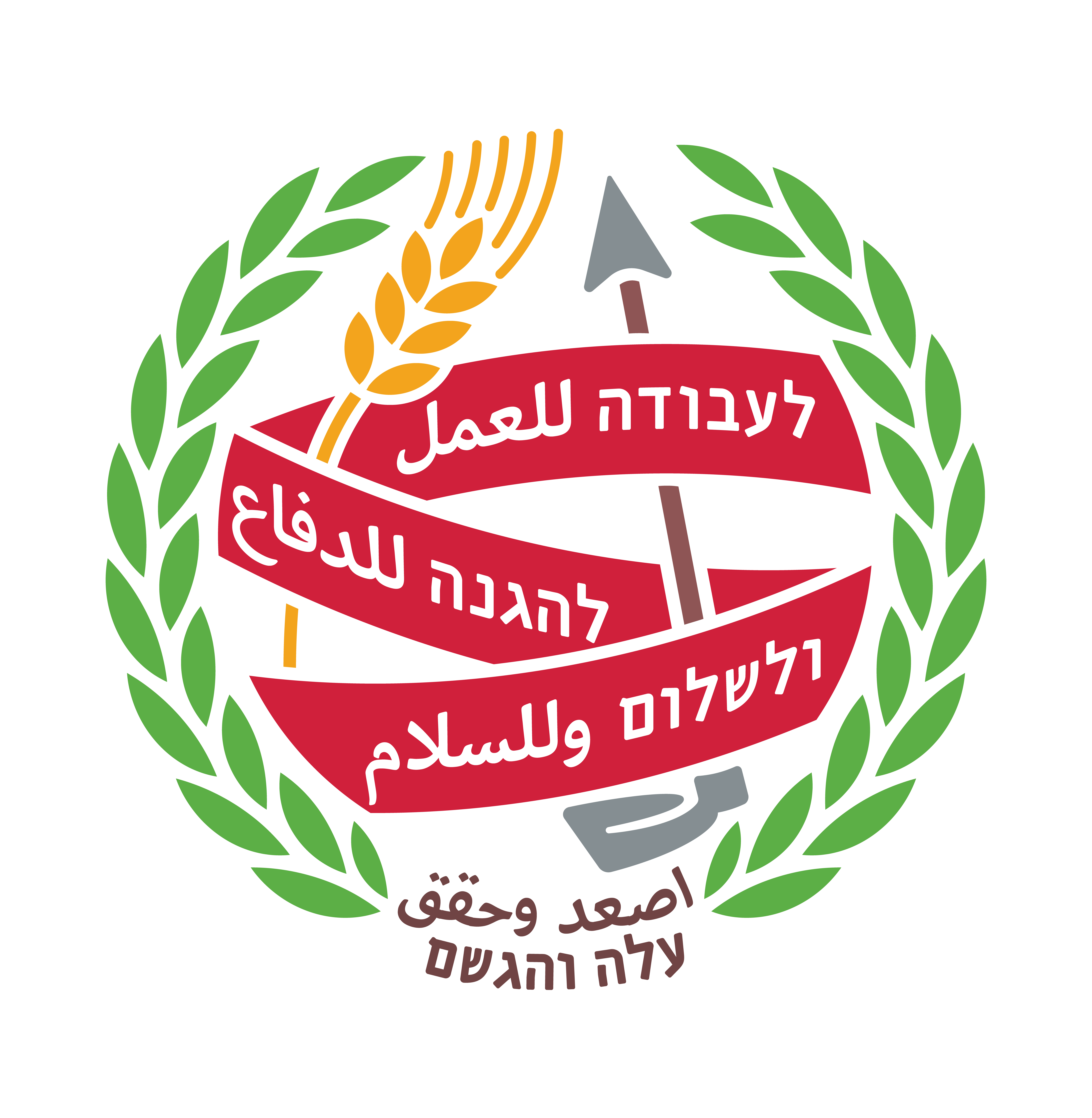

Die Histadrut ha-Noʿar ha-ʿOved we-ha-Lomed (hebräisch הִסְתַּדְּרוּת הַנֹּעַר הָעוֹבֵד וְהַלְוֹמֵד Hisṭadrūt ha-Noʿar ha-ʿŌved wə-ha-Lōmed, deutsch ‚Föderation der arbeitenden und studierenden Jugend‘, Plene: … הנוער …), kurz: Noʿal (hebräisch נוע״ל) ist ein israelischer Jugendverband. Er ist eine Schwesterbewegung der weltweiten jüdischen Jugendorganisation Ha-Bonim Dror, einer Bewegung der Zijjonut Sozialistit (hebräisch צִיּוֹנוּת סוֹצְיָאלִיסְטִית Zijjōnūt Sōzjālīsṭīt, deutsch ‚Sozialistischer Zionismus‘).

## Geschichte
Die Organisation wurde am 17. Oktober 1924 gegründet und war verbunden mit der Histadrut. Ihr erster Name war ha-Noʿar ha-ʿOved (hebräisch הנוֹעַר העוֹבֵד ‚Die arbeitende Jugend‘). In ihrer politischen Linie war sie von deutschen Sozialdemokraten und von der britischen Fabian Society beeinflusst. 1959 schloss sich ha-Noʿar ha-ʿOved mit der vor allem von Studenten getragenen Bewegung ha-Tnuʿa ha-Meʾuchedet (hebräisch התְּנוּעָה המְאוּחֶדֶת ‚Die vereinte Bewegung‘) zusammen. Der Name des Verbandes lautet seither Histadrut ha-Noʿar ha-ʿOved we-ha-Lomed. Die Mitglieder waren nach dem Armeedienst insbesondere in der Kibbuzbewegung tätig und traten als Kibbuz-Gründer hervor.
Mit dem Niedergang der Kibbuzbewegung in den 1990er Jahren erweiterte der Verband seinen Wirkungskreis. So bildeten fortan die „Bogrim“ (ֽֽבּוֹגְרִים ‚Absolventen [der Bewegung]‘) auch kleine städtische Kommunen und waren besonders in der Ausbildung tätig und gesellschaftlich engagiert. Heute leben etwa 1.000 Bogrim in kleinen Kommunen in Städten oder Kibbuzim und arbeiten innerhalb der israelischen Gesellschaft größtenteils in der Jugendarbeit.
Aufgrund ihrer Wurzeln in der 1915 in Polen gegründeten, in den 1920er und 1930er Jahren in mehreren Ländern Europas aktiven zionistischen Jugendbewegung Dror werden Noʿal und Tnuʿat Bogrim (deutsch Bewegung von Bogrim) zuweilen auch als „Bewegung von Dror – Israel“ bezeichnet.

## Mitglieder
Noʿal zählt etwa 120.000 Mitglieder. Damit ist Noʿal der größte Jugendverband Israels. Im vergangenen Jahrzehnt ist die Mitgliederzahl deutlich gestiegen, 1998 lag sie noch bei 80.000. Einige seiner Mitglieder wurden Knessetabgeordnete, Premierminister sowie Staatspräsidenten, wie z. B. Raʿanan Cohen, Ephraim Katzir, Jitzchak Rabin, Schimʿon Peres oder Mosche Jaʿalon. Bedeutsam ist die Bewegung auch insofern, als sie – was in Israel eher die Ausnahme als die Regel ist – vor allem in den Ortsgruppen in Galiläa vergleichsweise viele arabische und drusische Mitglieder zählt.

## Internationale Zusammenarbeit
Die Histadrut ha-Noʿar ha-ʿOved we-ha-Lomed gehört als einer von zwei Verbänden dem Dachverband International Falcon Movement – Socialist Educational International (Internationale Falkenbewegung – Sozialistische Erziehungsinternationale) an. Sie ist Austauschpartner im Programm der Landesregierung Nordrhein-Westfalen zur Begegnung und zum Austausch junger Menschen mit Israel.